# Corniger spinosus
Corniger spinosus — вид бериксоподібних риб родини голоцентрових (Holocentridae).

## Опис
Тіло завдовжки до 20 см. Тіло яскраво-червоне, темніше зверху. Під кожним оком є три колючки, що направлені назад. Спинний плавець складається з 12 колючок та 14 м'яких променів, анальний плавець — з 4 колючок та 11 променів. 

## Поширення
Морський вид, населяє тропічні води Атлантичного океану на глибині 45-275 м. Трапляється від узбережжя Південна Кароліна до Куби та Бразилії, а також навколо островів Святої Єлени та Кабо-Верде.

## Спосіб життя
Нічний хижак. Полювання колективне. Живиться планктоном, переважно личинками крабів.